# بخش گارای
بخش گارای (به اسپانیایی: Departamento Garay) یک منطقهٔ مسکونی در آرژانتین است که در استان سانتافه واقع شده‌است. بخش گارای ۳٬۹۶۴ کیلومتر مربع مساحت و ۱۹٬۹۱۳ نفر جمعیت دارد.